# Bogdan Krysiewicz
Bogdan Antoni Krysiewicz (ur. 2 czerwca 1946 w Warszawie, zm. 23 czerwca 2022) – polski polityk, urzędnik samorządowy i państwowy, poseł na Sejm II kadencji.

## Życiorys
Syn Antoniego. W 1980 ukończył studia na wydziale ekonomiki pracy Wyższej Szkole Ruchu Zawodowego Wszechzwiązkowej Centralnej Rady Związków Zawodowych w Moskwie. Działał w związkach zawodowych, na początku lat 90. był przewodniczącym rady nadzorczej w oddziale Zakładu Ubezpieczeń Społecznych.
Należał do Ruchu Ludzi Pracy. W latach 1993–1997 sprawował mandat posła na Sejm II kadencji, został wybrany z listy ogólnopolskiej Sojuszu Lewicy Demokratycznej. W kolejnych wyborach bez powodzenia ubiegał się o reelekcję. Po reformie samorządowej do 2002 pełnił funkcję wicestarosty warszawskiego. Następnie do 2005 był dyrektorem gabinetu wojewody mazowieckiego Leszka Mizielińskiego. Zasiadał w radzie oddziału Narodowego Funduszu Zdrowia, działał w Polskim Komitecie Pomocy Społecznej.
Pochowany na Cmentarzu Komunalnym Północnym w Warszawie.

## Odznaczenia
Odznaczony Złotym Krzyżem Zasługi (1997) oraz Krzyżem Kawalerskim Orderu Odrodzenia Polski (2002).